# Ansitz Freienfeld

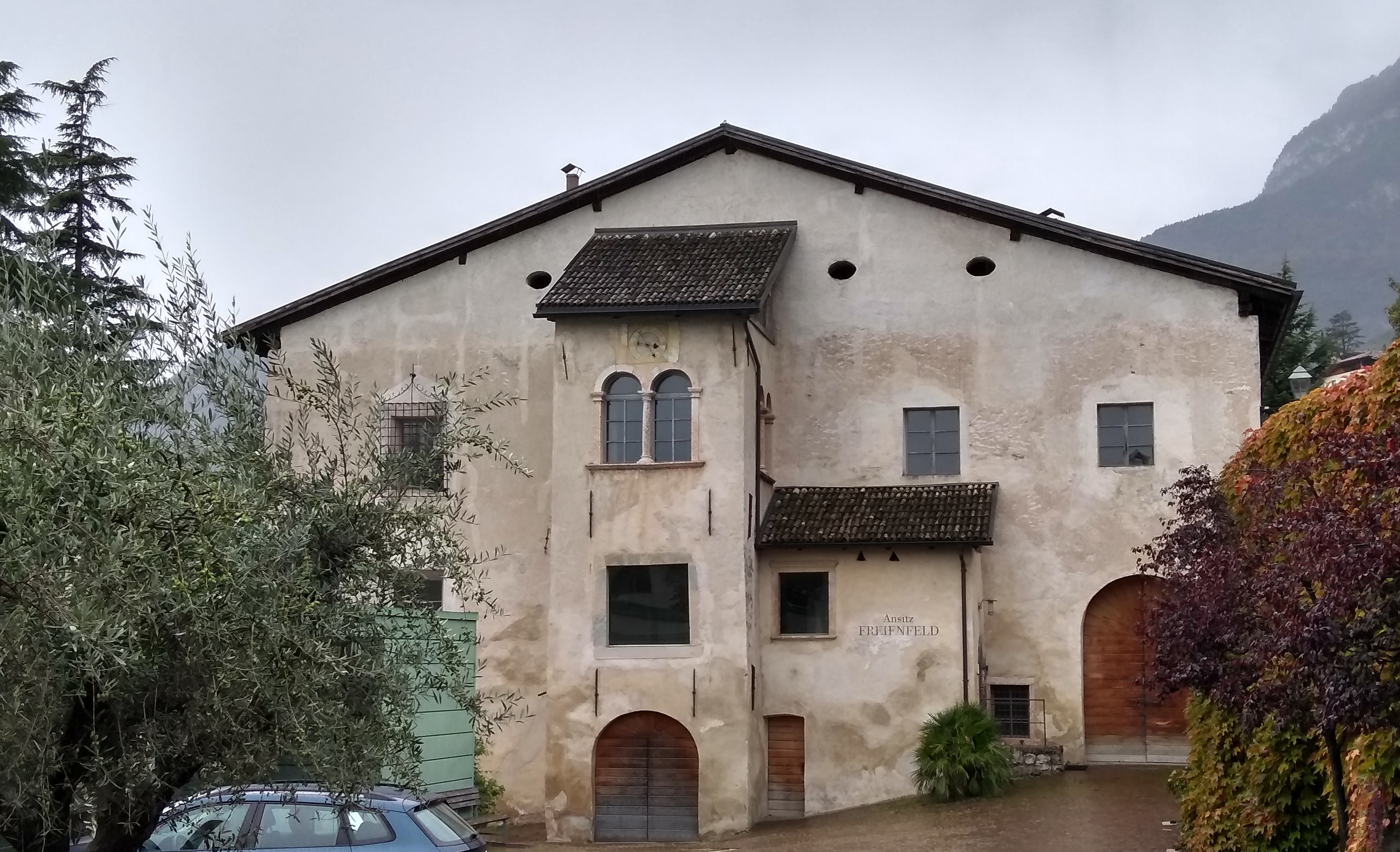
Ansitz Freienfeld

Der Ansitz Freienfeld ist ein geschütztes Baudenkmal in der Gemeinde Kurtatsch in Südtirol.

## Geschichte
Wie aus der Jahreszahl 1527 hervorgeht, ließen zu Beginn des 16. Jahrhunderts die Herren von In der Maur im Zentrum von Kurtatsch den Ansitz Freienfeld errichten, die den Namen auch als Prädikat führten. Als Nebengebäude entstand etwa zur gleichen Zeit die Nokrische Behausung. 1619 erfolgte die Erweiterung um einen westlichen Gebäudetrakt mit Gewölbekeller. Nachdem ihn seit 1777 die Enzenberg besaßen, erwarben die In der Maur den Edelsitz 1780 zurück. 1903 ging Freienfeld in Gemeindebesitz über. Bis 1923 diente das Anwesen als Sitz der Kellerei Kurtatsch. Im Inneren befinden sich eine Hauskapelle und mehrere Räume mit hölzernen Decken.